# Paracaryum serpentinicum
Paracaryum serpentinicum är en strävbladig växtart som beskrevs av K. H. Rechinger och Riedl. Paracaryum serpentinicum ingår i släktet Paracaryum och familjen strävbladiga växter. Inga underarter finns listade i Catalogue of Life.